# Pedra pintada (Gotlândia)

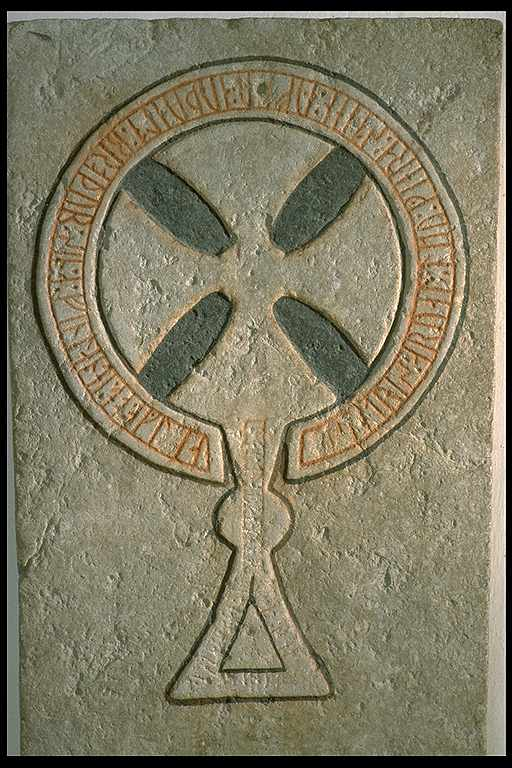
G 319 é uma pedra pintada rúnica localizada na Igreja de Rute em Gotlândia

Uma pedra pintada, pedra ilustrada ou pedra com imagens (em sueco:  bildsten), é uma laje ornamentada em pedra, geralmente em calcário, datadas da Idade do Ferro germânica ou da Era Viquingue na Escandinávia, na maioria dos casos encontrada na ilha da Gotlândia, Suécia. Atualmente, mais de quatrocentas pedras pintadas são conhecidas. Todas as pedras foram provavelmente erguidas como pedras tumulares, mas raramente eram usadas ao lado de sepulturas Algumas delas foram posicionadas em locais em que muitas pessoas poderiam visualizar, tais como: pontes e estradas.
As pedras com imagens se diferenciam das pedras rúnicas, apresentando a mensagem em imagens ao invés da escrita. Algumas destas pedras também têm inscrições rúnicas, mas dizem pouco mais do que a quem é dedicada. Na falta de explicações textuais, as estas pedras são, por conseguinte, difíceis de interpretar.

## Datas
A datação das pedras é baseada em estudos de suas formas e ornamentações. Subsequentemente, três grupos de datas distintos existe com várias estéticas, locais e efeitos.

### Século IV e VI
O primeiro grupo de pedras pintadas é datado do século IV e VI. Essas pedras têm uma forma reta e na parte superior um formato parecido com a borda de um machado. As ornamentações são geralmente circulares com turbilhões e espirais, mas também contem imagens de navios, pessoas e animais. As pedras mais antigas eram geralmente feitas para ser usadas em cemitérios, embora não eram utilizadas nas próprias sepulturas.

### Século V e século VII
O segundo grupo de pedras pintadas provêm do século V e século VII, elas tem uma formato pequeno e com modelos estilizados.

### Século VII-XII
O terceiro grupo é datado do período do século VII até o século XII e consistem de pedras grandes. Suas ornamentações apresentam uma rica variedade de imagens: navios com velas xadrez e cenas com figuras em diferentes campos. As bordas eram muitas vezes decoradas com vários padrões entrançados.  Muitas cenas mostram sacrifícios e batalhas, uma cena comum nas pedras é um homem montando um cavalo, recebido por uma mulher segurando um chifre de beber. O que se vê são representações de uma riqueza de lendas e mitos. Às vezes representações da mitologia nórdica podem ser identificadas, mas a grande parte das histórias por trás das imagens não sobreviveram na forma escrita.

## Galeria

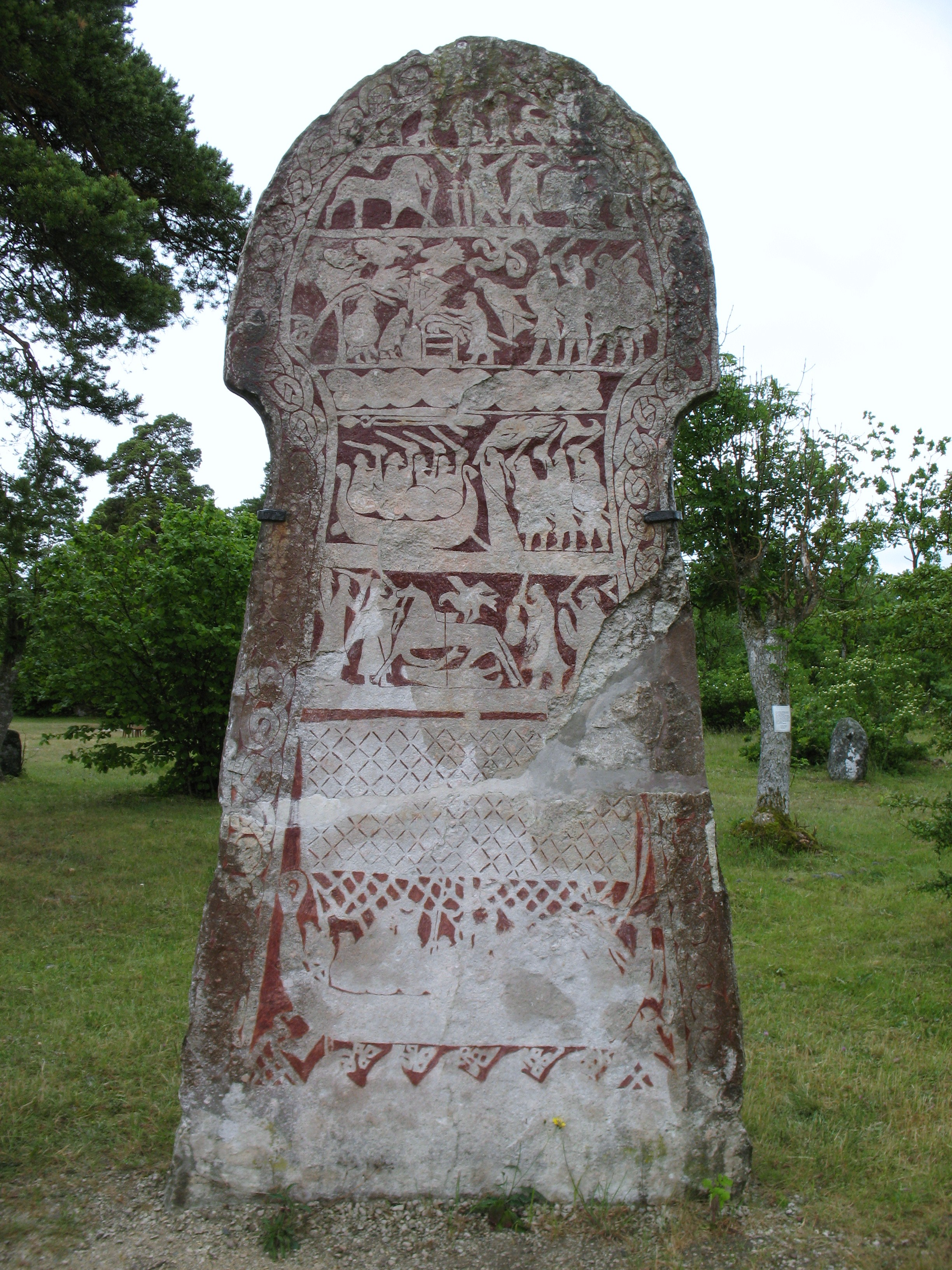
Pedra Bunge 77:2a (Lärbro socken, Gotland)
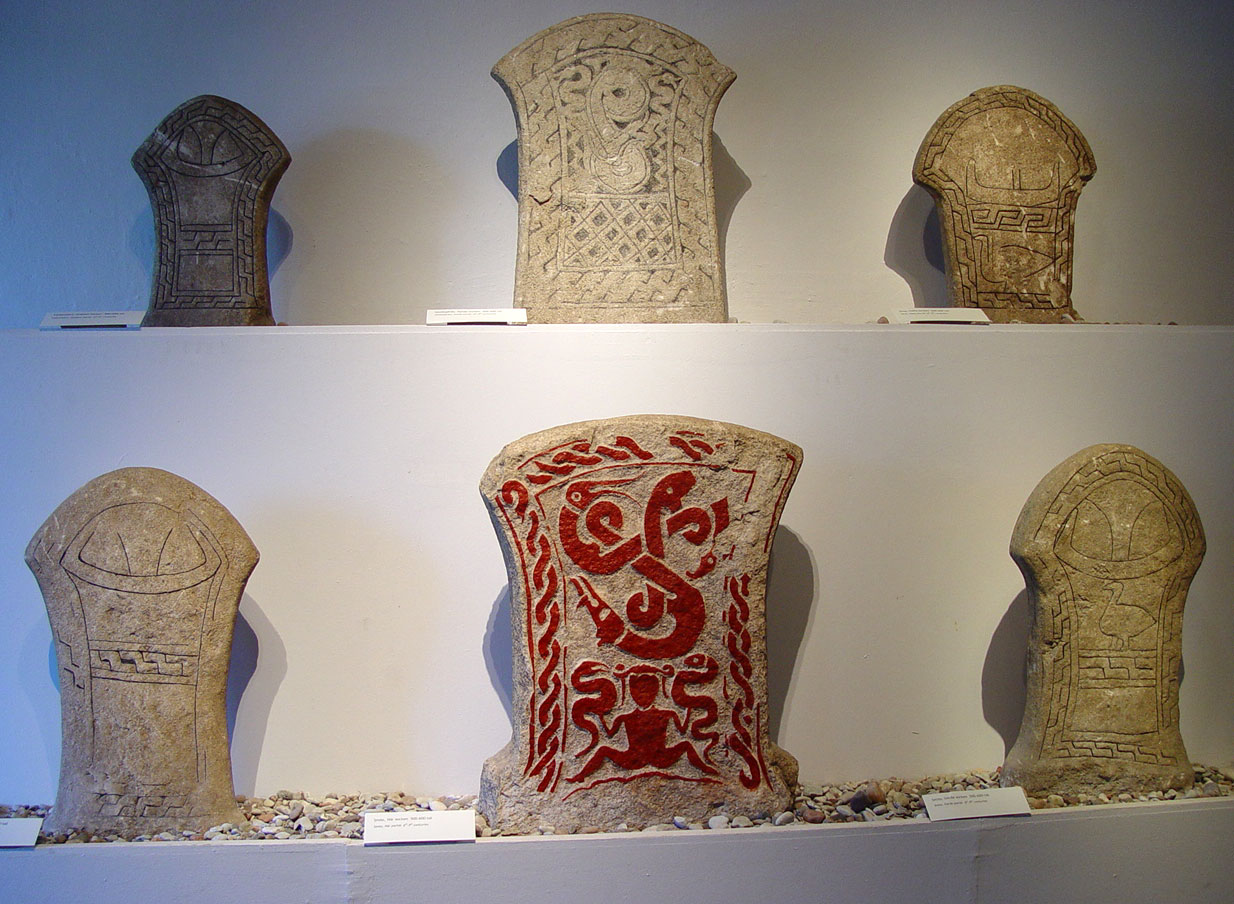
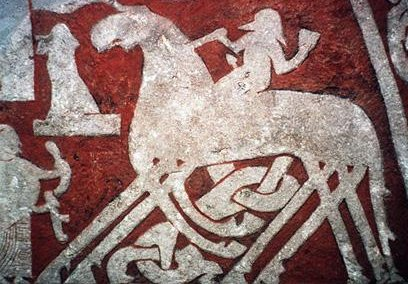
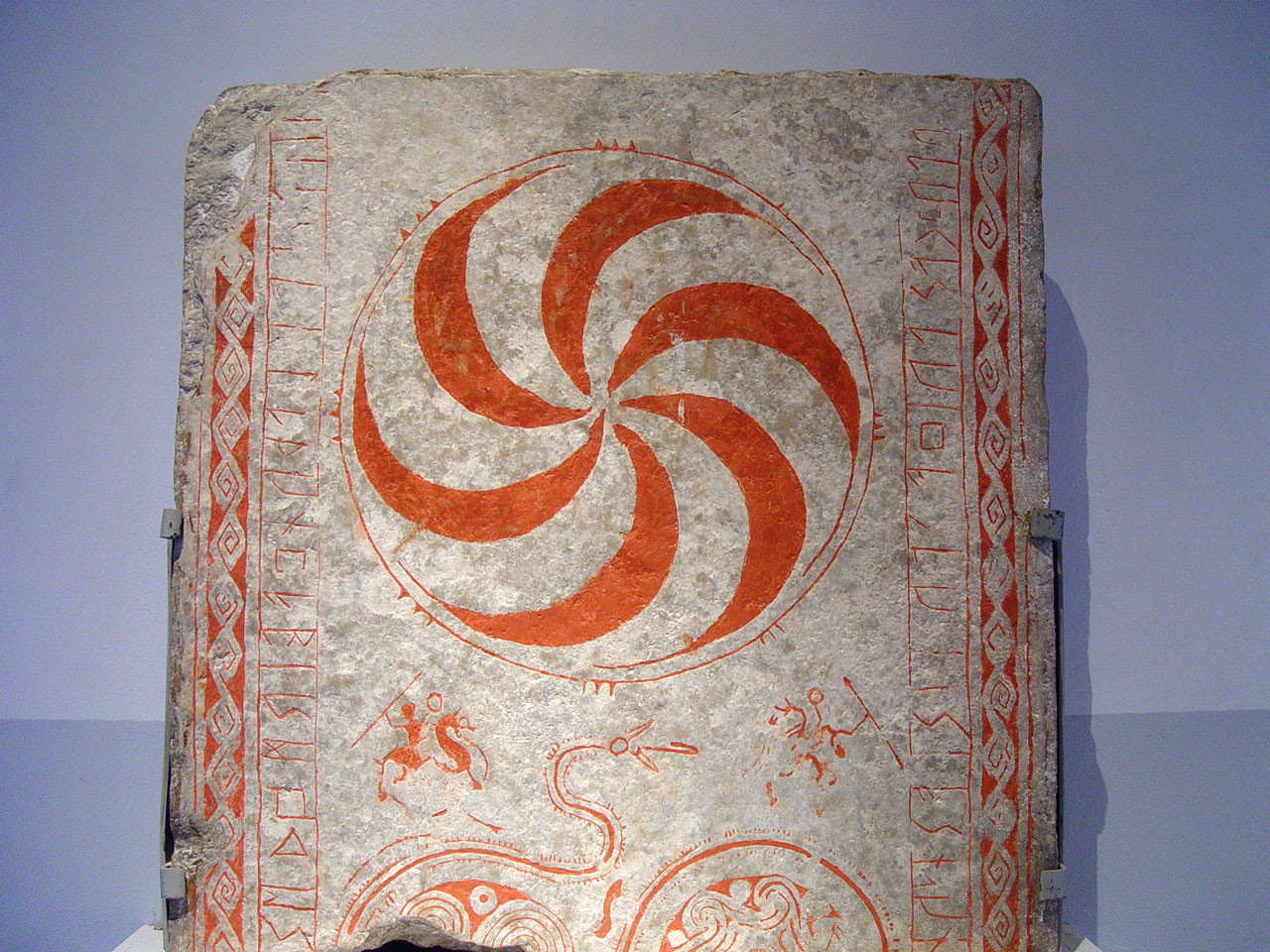
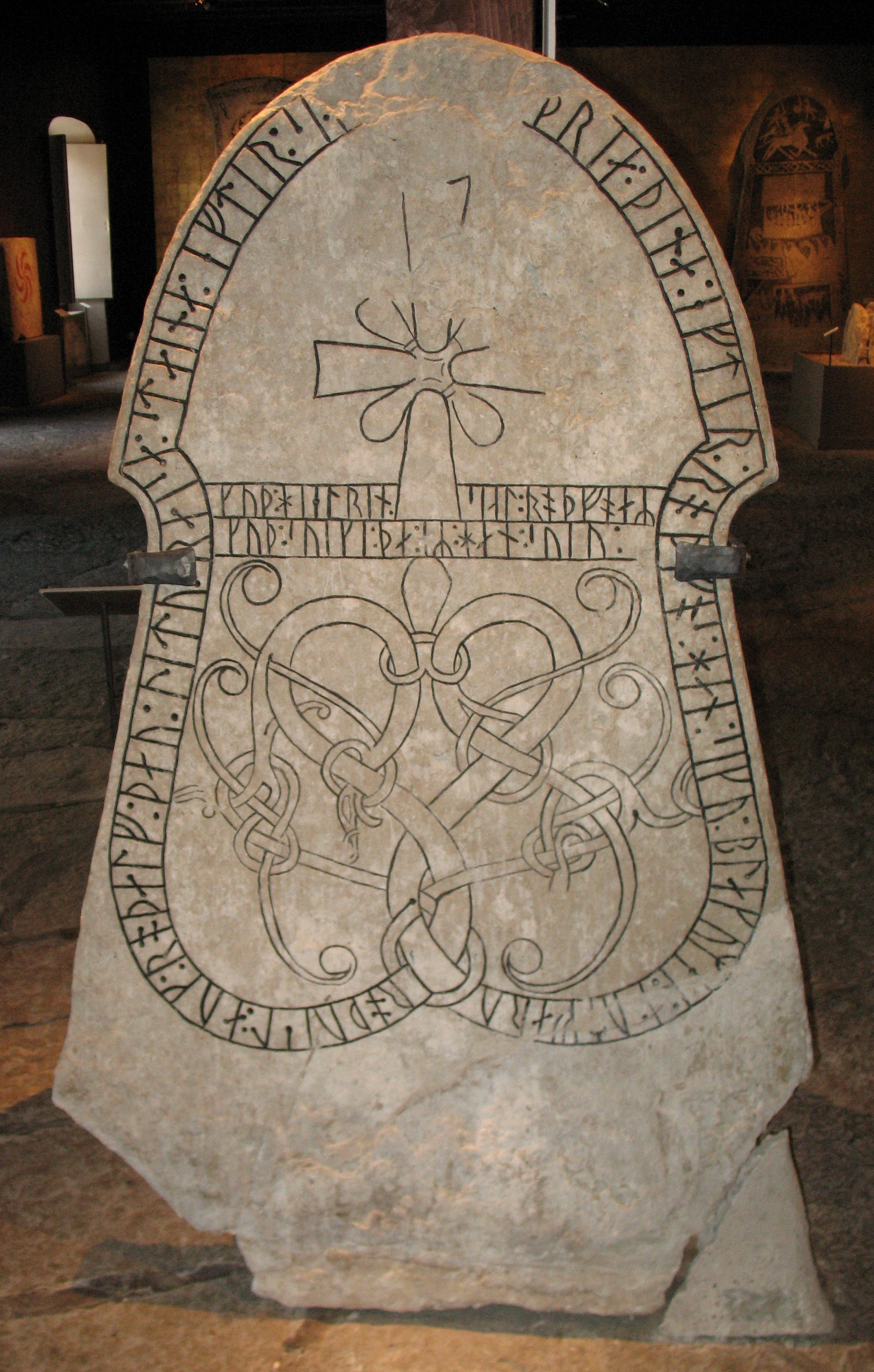
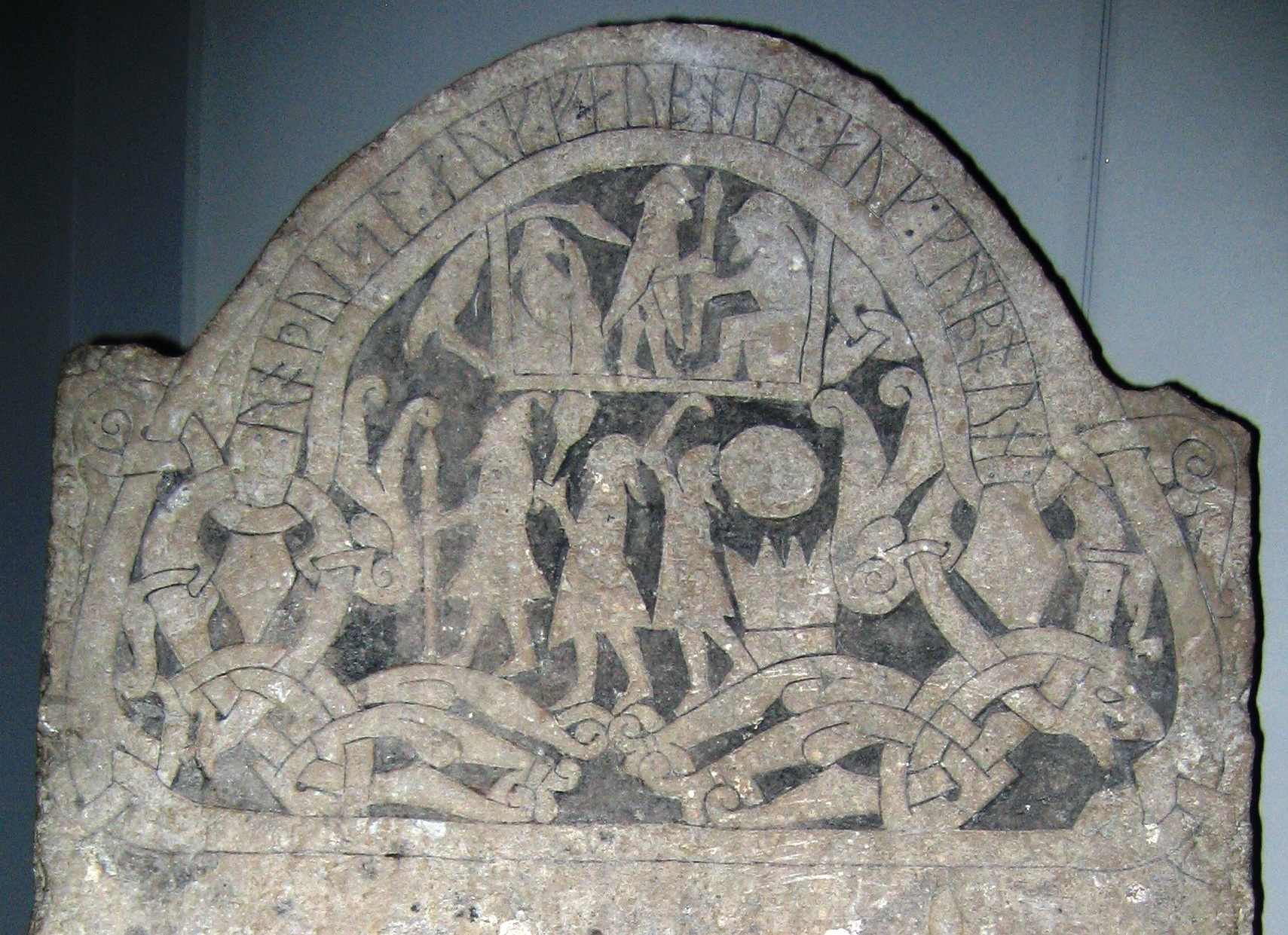